# Gertrud Seele
Gertrud Seele (* 22. September 1917 in Berlin; † 12. Januar 1945 in Berlin-Plötzensee) war eine deutsche Krankenschwester und Fürsorgerin. Sie engagierte sich während der Zeit des Nationalsozialismus für bedrängte jüdische Mitbürger und war überzeugte Gegnerin des NS-Regimes. Wegen ihrer regimekritischen Haltung wurde sie durch die Nationalsozialisten zum Tode verurteilt und hingerichtet.

## Leben
Gertrud Seele wurde als Tochter einer sozialdemokratischen Arbeiterfamilie geboren. Sie besuchte zunächst die Volksschule, anschließend für zwei Jahre die Oberrealschule und wurde danach zum Arbeitsdienst eingezogen. Mit 18 Jahren entschied sie sich für den Beruf der Krankenpflegerin und wurde nach Abschluss ihrer Ausbildung als Krankenschwester und Fürsorgerin am Robert-Koch-Krankenhaus in Berlin tätig. Am 11. September 1941 wurde ihre Tochter Michaela geboren, der Vater war ein beurlaubter Frontsoldat.

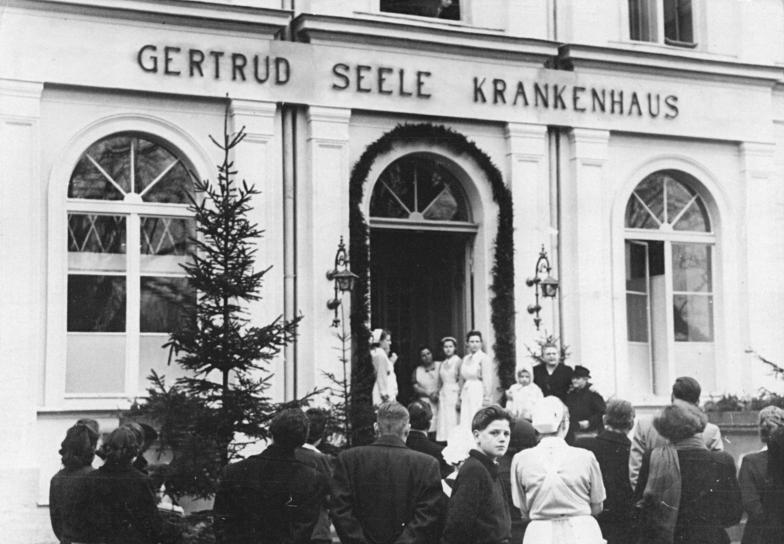
Das ehemalige Junkerschloss und spätere Gertrud-Seele-Haus bei Lanke. Fotografie aus dem Jahre 1951

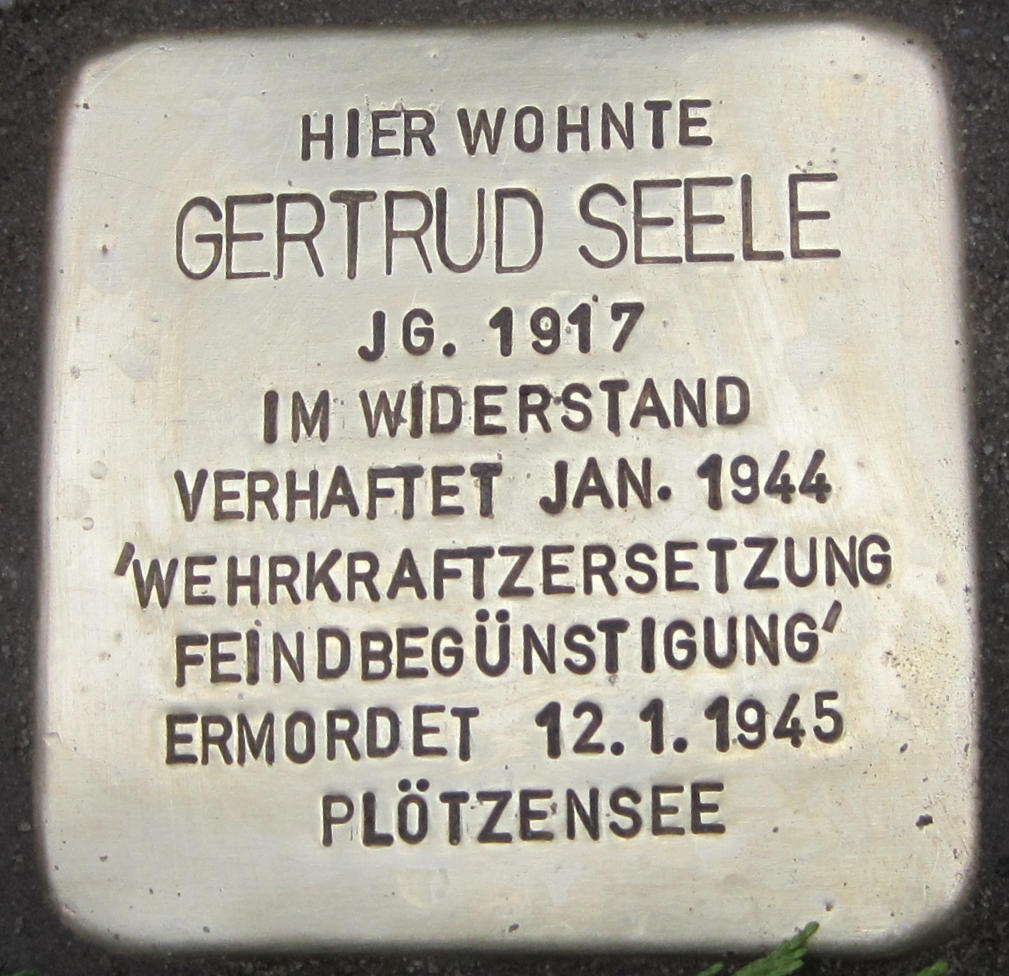
Stolperstein zu Ehren von Gertrud Seele (Parchimer Allee 75 in Berlin)

Nach der Reichskristallnacht 1938 begann Gertrud Seele damit, den von der nationalsozialistischen Rassenideologie verfolgten und von Deportation bedrohten Juden sichere Unterkünfte zu beschaffen oder sie in ihrer eigenen Wohnung zu verstecken. Sie wurde 1942 gemeinsam mit ihrer Tochter nach Merke in der Niederlausitz evakuiert. Dort fiel die junge Frau wegen ihrer antifaschistischen Haltung und kritischer Äußerungen gegen Adolf Hitler auf. 1944 wurde sie denunziert, verhaftet und zunächst in das Untersuchungshaftgefängnis nach Frankfurt (Oder) gebracht. Später erfolgte die Verlegung in das Frauengefängnis Barnimstraße. Am 6. Dezember 1944 wurde sie vom Volksgerichtshof wegen Wehrkraftzersetzung und Feindbegünstigung zum Tode verurteilt. Das Urteil wurde am 12. Januar 1945 in Berlin-Plötzensee durch das Fallbeil vollstreckt. Ihrem Wunsch, ihre Tochter noch einmal sehen zu dürfen, wurde nicht entsprochen, jedoch ist der Abschiedsbrief Gertrud Seeles an ihre Tochter erhalten geblieben.

## Gedenken
Zu ihrem Gedenken wurde am 12. Januar 1951 ein Krankenhaus in Lanke nach Gertrud Seele benannt; das ehemalige Schloss wurde später als Gertrud-Seele-Haus zu einer Außenstelle des Eberswalder Krankenhauses und anschließend bis 1998 als Pflegeheim genutzt. Zudem sind die Gertrud-Seele-Kehre in Hamburg und der Gertrud-Seele-Weg in Wedel nach ihr benannt.